# Городищі (Петушинський район)
Городищі (рос. Городищи) — смт у Петушинському районі Владимирської області Російської Федерації.
Входить до складу муніципального утворення селище Городищі. Населення становить 5022 особи (2018).

## Історія
Населений пункт розташований на землях фіно-угорського народу мещери.
Від 12 липня 1929 року належить до Петушинського району, утвореного спочатку у складі Орєхо-Зуєвського округу Московської області.
Згідно із законом від 13 жовтня 2004 року входить до складу муніципального утворення селище Городищі.

## Населення
| 1859  | 1905  | 1939  | 1970  | 1979  | 1989  | 2002  |
| ----- | ----- | ----- | ----- | ----- | ----- | ----- |
| 345   | ↗937  | ↗3868 | ↗6323 | ↘6192 | ↘6149 | ↘5942 |
| 2009  | 2010  | 2011  | 2012  | 2013  | 2014  | 2015  |
| ↘5778 | ↘5628 | ↗5646 | ↘5558 | ↘5467 | ↘5433 | ↘5375 |
| 2016  | 2017  | 2018  |       |       |       |       |
| ↘5281 | ↘5177 | ↘5022 |       |       |       |       |